# العلاقات الأمريكية الكورية الشمالية
العلاقات بين الولايات المتحدة وكوريا الشمالية تشير إلى العلاقات الدولية بين كوريا الشمالية والولايات المتحدة الأمريكية. تاريخيًا، كانت العلاقات الدبلوماسية والسياسية بين كوريا الشمالية والولايات المتحدة عدوانيةً، إذ تطورت بهذا الشكل بصورة رئيسية خلال الحرب الكورية. في السنوات الأخيرة، حدد البرنامج النووي لكوريا الشمالية العلاقات بين البلدين إلى حد كبير. اشتمل البرنامج على ستة اختبارات للأسلحة النووية وتطوير صواريخ بعيدة المدى قادرة على ضرب أهداف تبعد آلاف الأميال وتهديدات كوريا الشمالية المستمرة بضرب الولايات المتحدة وكوريا الجنوبية بالأسلحة النووية والصواريخ التقليدية. خلال رئاسته، أشار جورج دبليو. بوش إلى كوريا الشمالية بأنها جزء من «محور الشر» بسبب التهديد الذي شكلته قدراتها النووية.
في الآونة الأخيرة، باشرت الولايات المتحدة وكوريا الشمالية ببعض الدبلوماسية الرسمية بعد قمة كوريا الشمالية الولايات المتحدة الأمريكية 2018. قامت السويد بدور الدولة الحامية لمصالح الولايات المتحدة في كوريا الشمالية في الشؤون القنصلية. حافظت الولايات المتحدة على حضور عسكري قوي في كوريا الجنوبية منذ الحرب الكورية. ومع ذلك، اعتبرت الولايات المتحدة كوريا الجنوبية، بحكم القانون، الممثل الشرعي الوحيد لكامل كوريا. ازداد دعم الشعب الأمريكي باطراد لدفاع القوات الأمريكية عن كوريا الجنوبية. في حين كانت النسبة لا تزيد عن 26% في عام 1990، تضاعفت الآن ثلاث مرات تقريبًا لتصل إلى 62%. تمتلك غالبية الشعب الأمريكي وجهة نظر إيجابية إزاء مون جاي إن، رئيس كوريا الجنوبية في عام 2017. 
في عام 2015، بحسب دراسة لشركة غالوب السنوي للشؤون العالمية، امتلك فقط 9% من الشعب الأمريكي وجهة نظر إيجابية إزاء كوريا الشمالية، في حين امتلك 87% من الأمريكيين نظرة سلبية. وفقًا لاستطلاع البي بي سي سيرفيس وورلد لعام 2014، ينظر 4% فقط من الأمريكيين إلى نفوذ كوريا الشمالية بصورة إيجابية في حين عبّر 90% عن نظرة سلبية، إحدى أكثر التصورات سلبيةً لكوريا الشمالية في العالم.
شهد عام 2017 ارتفاعًا ملحوظًا في التوترات والخطابات الرنانة من كلا الجانبين مع تولّي دونالد ترامب الرئاسة، بعد أن بدأ برنامج الأسلحة النووية لكوريا الشمالية يتطور بمعدل أسرع مما كان يُعتقد في السابق. أثار الخطاب التصعيدي (إضافةً إلى نهج ترامب الأكثر عدوانيةً في التعامل مع كوريا الشمالية) وتجارب الصواريخ والحضور العسكري المتعاظم في شبه الجزيرة الكورية تكهناتٍ بشأن نزاع نووي.
على الرغم من مخاوف نشوب صراع هائل، بدأ انفراج دولي بالتطور في 8 مارس 2018، إذ أكد البيت الأبيض أن ترامب سيقبل دعوى لقاء من كيم جونغ أون. في تلك الآونة، كان من المفترض أن يلتقيا في مايو. في 15 مايو 2018، قطعت كوريا الشمالية المحادثات مع كوريا الجنوبية وهددت بإلغاء القمة الأمريكية الكورية الشمالية، مشيرةً إلى التدريبات العسكرية بين الولايات المتحدة وكوريا الجنوبية. أُبطل هذا الإلغاء بسرعة حين تلقّى ترامب ردًا وديًا غير معهود من كيم. في 12 يونيو 2018، التقى كيم وترامب في قمة في سنغافورة، في لقاء القمة الأول بين قائدي البلدين. على مدار القمة، أجرى الزعيمان محادثاتٍ عديدة ووقّعا بيانًا مشتركًا يدعو إلى الأمن والاستقرار والسلام الدائم. في 22 فبراير 2019، هاجم كوماندوز مسلح سفارة كوريا الشمالية في مدريد، إسبانيا، وزعمت وسائل الإعلام الإسبانية أن اثنين من الأعضاء كانا عميلين لوكالة الاستخبارات المركزية، إلا أن هذا لم يُثبت ونفته وكالة الاستخبارات المركزية. عُقدت قمة ثانية بين ترامب وكيم في 27 و28 فبراير 2019 في فييتنام بشأن البرنامج النووي لكوريا الشمالية، إلا أنه انتهى بصورة مفاجئة دون اتفاق.
في 30 يونيو 2019، قام الرئيس الأمريكي دونالد ترامب، إلى جانب الرئيس الكوري الجنوبي مون جاي إن، بزيارة سريعة لكيم جونغ أون في منطقة أمنية مشتركة، ليصبح أول رئيس أمريكي يدخل كوريا الشمالية. دعا ترامب كيم أيضًا إلى البيت الأبيض لاستئناف المحادثات حول نزع السلاح النووي في شبه الجزيرة الكورية. 

## التاريخ
على الرغم من أن العداء بين البلدين يبقى إلى حد كبير نتاجًا لسياسة الحرب الباردة، كان هناك نزاعات وعدائية سابقة بين الولايات المتحدة وكوريا. في أواسط القرن التاسع عشر، أغلقت كوريا حدودها أمام التجارة الغربية. في حادثة الجنرال شيرمان، التي وقعت عام 1866، هاجمت قوات كورية زورقًا حربيًا أمريكيًا أُرسل للتفاوض على معاهدة تجارية وقتلت طاقمه بعد إطلاق النار من كلا الطرفين إثر تحديه لأوامر المسؤولين الكوريين. تبع ذلك هجوم شينميانغيو الانتقامي الأمريكي.
أقامت الولايات المتحدة وكوريا علاقاتٍ تجارية في عام 1882. توترت العلاقات مجددًا في عام 1905 حين فاوضت الولايات المتحدة من أجل السلام في نهاية الحرب اليابانية الروسية. أقنعت اليابان الولايات المتحدة بقبول كوريا كجزء من منطقة نفوذ اليابان، ولم تحتجّ الولايات المتحدة حين ضمت اليابان كوريا بعد خمس سنوات. قدم القوميون الكوريون التماسات للولايات المتحدة لم تتكلل بالنجاح لدعم قضيتهم في مؤتمر معاهدة فيرساي بموجب مبدأ وودرو ويلسون في تقرير المصير.

### ما بعد الحرب العالمية الثانية (1945-1948)
قسّمت الأمم المتحدة كوريا، كإجراء مؤقت، بعد الحرب العالمية الثانية على طول خط العرض 38 شمال. ومع ذلك، منع انهيار العلاقات بين الولايات المتحدة والاتحاد السوفيتي إعادة التوحيد. خلال احتلال جيش الولايات المتحدة لكوريا الجنوبية، أُديرت العلاقات بين الولايات المتحدة وكوريا الشمالية عبر حكومة عسكرية سوفييتية في الشمال. نظرًا إلى «خضوع» كوريا الشمالية للضغوطات السوفيتية، وبسبب المعارضة الجماهيرية لاحتلال الولايات المتحدة لليابان، العدو المدمر، أدان الكوريون الشماليون في هذه الفترة الولايات المتحدة وبدأوا بتشكيل نظرة سلبية تجاهها. وعلى الرغم من ذلك بقي العديد من الوزراء والمبعوثين الأمريكيين ناشطين في هذه الفترة.

### الحرب الباردة

#### قبل الحرب الكورية (1948-1950)
في 9 سبتمبر 1948، أعلن كيم إل سونغ قيام جمهورية كوريا الشعبية الديمقراطية، وحصل على الفور على اعتراف دبلوماسي من الاتحاد السوفيتي، لكنه لم يتلقّ اعترافًا مماثلًا من الولايات المتحدة. لم توسع الولايات المتحدة قط الاعتراف الدبلوماسي بجمهورية كوريا الشعبية الديمقراطية. أكدت لهجة كيم إل سونغ المناهضة للأمريكيين أن الولايات المتحدة كانت خليفة إمبريالية رأسمالية لليابان، وهي وجهة نظر ما زالت تتمسك بها البلاد حتى اليوم. في ديسمبر 1950، فرضت الولايات المتحدة عقوباتٍ اقتصادية ضد كوريا الديمقراطية بموجب قانون التجارة مع العدو، الذي استمر حتى عام 2008.

#### الحرب الكورية (1950-1953)

##### أكتوبر-ديسمبر 1950
كانت مواجهة الكوريين الشماليين مع الولايات المتحدة خلال احتلال الولايات المتحدة/الأمم المتحدة لكوريا الشمالية في الشهرين التاليين لإنزال إنتشون. بمساعدة من جيش جمهورية كوريا، انتقل الجيش الأمريكي، تحت قيادة الجنرال دوغلاس مكارثر، لإقامة إدارة مدنية لكوريا الشمالية في أعقاب هزيمتها المفترضة. خطط مكآرثر لإيجاد الجنرالات الكوريين الشماليين، كيم إل سونغ على وجه التحديد، ومحاكمتهم كمجرمي حرب.
كان الدعم الشعبي في الولايات المتحدة لإرسال قواتٍ برية إلى كوريا في البداية مرتفعًا بشكل ملحوظ. في يونيو 1950، ذَكر 78% من الأمريكيين أنهم وافقوا على قرار ترومان بإرسال مساعدة عسكرية، في حين رفضه 15%. إلا أن التأييد الشعبي للحرب تراجع إلى 38% في يناير 1951.

## مقارنة بين البلدين
هذه مقارنة عامة ومرجعية للدولتين:
| وجه المقارنة                                              | الولايات المتحدة                                                                                                  | كوريا الشمالية                        |
| --------------------------------------------------------- | --- | ------------------------------------- |
| المساحة (كم2)                                             | 9.83 مليون | 120.54 ألف                            |
| عدد السكان (نسمة)                                         | 311.58 مليون | 25.49 مليون                           |
| الكثافة السكانية (ن./كم²)                                 | 31.7 | 211.47                                |
| العاصمة                                                   | واشنطن العاصمة | بيونغيانغ                             |
| اللغة الرسمية                                             | لغة إنجليزية | لغة كوريا الشمالية القياسية ‏          |
| العملة                                                    | دولار أمريكي | وون كوري شمالي                        |
| الناتج المحلي الإجمالي (بليون دولار)                      | 19.39 تريليون |                                       |
| الناتج المحلي الإجمالي (تعادل القوة الشرائية) بليون دولار | 18.04 تريليون |                                       |
| الناتج المحلي الإجمالي الاسمي للفرد دولار أمريكي          | 56.12 ألف |                                       |
| الناتج المحلي الإجمالي للفرد دولار أمريكي                 | 54.63 ألف |                                       |
| مؤشر التنمية البشرية                                      | 0.920 |                                       |
| رمز المكالمات الدولي                                      | +1 | +850                                  |
| رمز الإنترنت                                              | .us، حكومة، .mil، Edu.                                                                                            | .kp                                   |
| المنطقة الزمنية                                           | توقيت ساموا الأمريكية، توقيت أطلنطي موحد، منطقة زمنية وسطى، توقيت ألاسكا ‏، المنطقة الزمنية الجبلية، توقيت تشامرو ‏ | ت ع م+08:30، ت ع م+08:30، ت ع م+09:00 |

## منظمات دولية مشتركة
يشترك البلدان في عضوية مجموعة من المنظمات الدولية، منها:
| علم المنظمة | اسم المنظمة                   | تاريخ انضمام الولايات المتحدة | تاريخ انضمام كوريا الشمالية |
| ----------- | ----------------------------- | ----------------------------- | --------------------------- |
|             | المنظمة الهيدروغرافية الدولية | ?                             | ?                           |
|             | الاتحاد البريدي العالمي       | ?                             | ?                           |
|             | الاتحاد الدولي للاتصالات      | 1 يوليو 1908                  | ?                           |
|             | يونسكو                        | 4 نوفمبر 1946                 | 18 أكتوبر 1974              |
|             | الأمم المتحدة                 | 24 أكتوبر 1945                | 17 سبتمبر 1991              |
|             | منتدى آسيان الإقليمي ‏         | ?                             | ?                           |

## أعلام
هذه قائمة لبعض الشخصيات التي تربطها علاقات بالبلدين:
- ديفيد تشانغ (5 أغسطس 1977 – )

## وصلات خارجية
- موقع وزارة الخارجية الأمريكية
- موقع وزارة الخارجية الكورية الشمالية